# Liste der Biografien/Doa
Liste der Biografien |
Portal Biografien |
Personensuche
# |
A |
B |
C |
D |
E |
F |
G |
H |
I |
J |
K |
L |
M |
N |
O |
P |
Q |
R |
S |
T |
U |
V |
W |
X |
Y |
Z |
?
 
Da |
Db |
Dc |
Dd |
De |
Dg |
Dh |
Di |
Dj |
Dk |
Dl |
Dm |
Dn |
Do |
Dq |
Dr |
Ds |
Du |
Dv |
Dw |
Dy |
Dz
 
Doa |
Dob |
Doc |
Dod |
Doe |
Dof |
Dog |
Doh |
Doi |
Doj |
Dok |
Dol |
Dom |
Don |
Doo |
Dop |
Doq |
Dor |
Dos |
Dot |
Dou |
Dov |
Dow |
Dox |
Doy |
Doz
Die Liste der Biografien führt alle Personen auf, die in der deutschsprachigen Wikipedia einen Artikel haben. Dieses ist eine Teilliste mit 32 Einträgen von Personen, deren Namen mit den Buchstaben „Doa“ beginnt.

## Doa
- DOA (* 1968), französischer Schriftsteller

### Doak
- Doak, Ben (* 2005), schottischer Fußballspieler
- Doak, David, nordirischer Videospielentwickler
- Doak, Gary (1946–2017), kanadischer Eishockeyspieler und -trainer
- Doak, Peter (* 1944), australischer Schwimmer
- Doak, Rikki (* 1998), kanadische Shorttrackerin
- Doak, William N. (1882–1933), US-amerikanischer Politiker
- Doakmaiklee, Weerapat (* 1987), thailändischer Tennisspieler

### Doam
- Doamna Chiajna († 1588), Fürstin der WalacheiDoamna Chiajna († 1588)

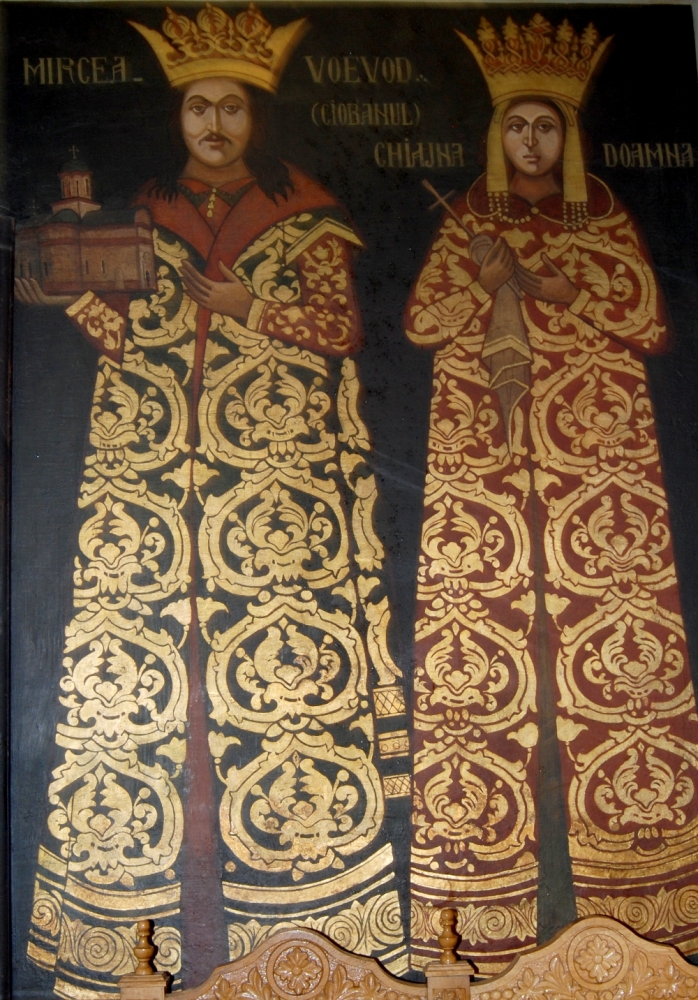
Doamna Chiajna († 1588)

### Doan
- Đoàn Kiến Quốc (* 1979), vietnamesischer Tischtennisspieler
- Doãn Ngọc Tân (* 1994), vietnamesischer Fußballspieler
- Đoàn Thị Điểm (1705–1748), vietnamesische Dichterin und Übersetzerin
- Doan, Dianne (* 1990), kanadische Schauspielerin
- Doan, Helen (1911–2024), kanadische Supercentenarian
- Doan, Leander L. (1905–1964), US-amerikanischer Offizier, Generalmajor der US-Army
- Doan, Paulette, kanadische Eiskunstläuferin
- Dōan, Ritsu (* 1998), japanischer FußballspielerRitsu Dōan (* 1998)

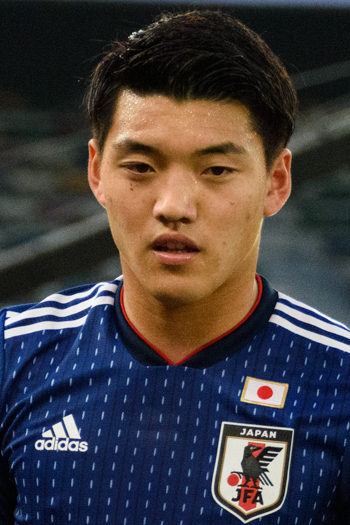
Ritsu Dōan (* 1998)

- Doan, Robert E. (1831–1919), US-amerikanischer Politiker
- Doan, Shane (* 1976), kanadischer Eishockeyspieler
- Đoàn, Văn Hậu (* 1999), vietnamesischer Fußballspieler
- Đoàn, Việt Cường (* 1985), vietnamesischer Fußballspieler
- Doan, William (1792–1847), US-amerikanischer Politiker
- Dōan, Yū (* 1995), japanischer Fußballspieler
- Doane, Darren (* 1972), US-amerikanischer Filmregisseur und Filmproduzent
- Doane, Ken (* 1986), US-amerikanischer Wrestler
- Doane, Melanie (* 1967), kanadische Singer-Songwriterin
- Doane, Warren (1890–1964), US-amerikanischer Filmproduzent, Filmproduzent und Drehbuchautor
- Doane, William H. (1832–1915), US-amerikanischer Industrieller und Komponist
- Doaninoel, John (1950–2018), papua-neuguineischer Ordensgeistlicher, Weihbischof in Honiara

### Doar
- Doar, John (1921–2014), US-amerikanischer Rechtsanwalt

### Doat
- Doat, Taxile (1851–1938), französischer Keramiker

### Doaz
- Doazan, Jean Marie Thérèse (1774–1839), französischer Beamter, letzter Präfekt des Département de Rhin-et-Moselle (1810–1814)